# دروسی (اورگن)
دروسی (به انگلیسی: Drewsey) یک منطقهٔ مسکونی در ایالات متحده آمریکا است که در اورگن واقع شده‌است. دروسی ۱٬۲۶۴٫۳۳ متر بالاتر از سطح دریا واقع شده‌است.